# هانس سنجر
هانس سنجر (بالألمانية: Hans Wolfgang Singer)‏ (و. 1910 – 2006 م) هو اقتصادي، وكاتب، وأستاذ جامعي من ألمانيا، والمملكة المتحدة، والمملكة المتحدة لبريطانيا العظمى وأيرلندا، توفي في برايتون، عن عمر يناهز 96 عاماً.

## التعليم
تعلم في جامعة كامبريدج.

## جوائز
حصل على جوائز منها:
- الدكتوراه الفخرية من جامعة فرايبورغ
- الدكتوراة الفخرية من جامعة غلاسكو.